# Буфало
Буфало (Ictiobus) е род сладководни риби, произхождащи от Северна Америка, по-конкретно Съединените щати, Канада, Мексико и Гватемала. Те са най-големите и най-дълголетните от северноамериканските буфалови, достигащи на дължина до 1,23 m и възраст над 100 години за три от петте вида. Те са най-дълго живеещите сладководни същински костни риби – група, която включва над 12 000 вида. Буфало живеят в повечето видове сладководни басейни, където се срещат морски риби, като езера, потоци, реки и езера. За първи път представители на род Буфало за уловени от експедицията на Луис и Кларк.
В миналото Буфало са смятани за трудни за улавяне с кука и въдица, но през XXI век се появява практиката за нерегламентиран спортен риболов с лък, която бързо набира популрност. Те вече са де факто дивеч и намаляват в голяма част от ареала си, което обуславя необходимост от защитни мерки.

## Видове
Родът включва пет вида:
- Ictiobus bubalus (Rafinesque, 1818)
- Ictiobus cyprinellus (Valenciennes, 1844)
- Ictiobus labiosus (Meek, 1904)
- Ictiobus meridionalis (Günther, 1868)
- Ictiobus niger (Rafinesque, 1819)